# 菲律賓火焰
菲律賓火焰（英語：San Miguel Alab Pilipinas），成立於2016年，是菲律賓籃球隊有限公司所屬之球隊，曾參與東南亞職業籃球聯賽。

## 球隊歷史
菲律賓火焰成立於2016年，是菲律賓籃球隊有限公司所屬之球隊，由經紀人蒙泰韋爾德和查理等人與Virtual Playground公司持有並管理，
球隊於2016年的ABL取代只征戰一季的國王隊，並於2016年首度參賽，以11勝9敗排在例行賽第三，在季後賽敗給新加坡騰飛之獅。

## 球隊場館
菲律賓火焰擁有高達5個主場場館，其中4個位於馬尼拉周邊，而1個在南部棉蘭老島的達沃市。

## 歷任主教練
| 執教歷史     |              |
| 教練         | 時間         |
| Mac Cuan     | 2016一2017年 |
| Jimmy Alapag | 2017年一     |